# روزنامه‌نگاری مدافعه‌گر
روزنامه‌نگاری مدافعه‌گر یا روزنامه‌نگاری مدافعه‌جویانه شاخه‌ای از روزنامه‌نگاری است که به‌طور عمدی و واضح یک عقیدهٔ طرفدارانه را برای برخی اهداف سیاسی یا اجتماعی به کار می‌گیرد. از آن‌جایی که باید بر اساس واقعیت باشد، از تبلیغات جدا شده‌است. هم چنین از نمونه‌های تعصب رسانه‌ای یا عدم بی‌طرفی در خروجی رسانه‌ها جداست چون که تعصب اجباری است. سنتی، مدافعه جویانه و انتقادی به صفحات ویراستاری و سرمقاله منحصر می‌شوند که به‌طور واضح در ساختار داخلی سازمان‌ها و نشریات متمایز شده‌اند.
گزارش‌های خبری باید بی‌طرف و بدون تعصب باشند در حالی که روزنامه‌نگارهای مدافعه‌جویانه دربارهٔ مطلبی که می‌نویسند منظور و عقیده‌ای دارند. به عنوان مثال انحرافات سیاسی باید مورد تنبیه قرار بگیرند، که فعالیت‌های دوستانهٔ محیطی بیشتر باید توسط مشتری‌ها انجام شود یا اینکه امنیت دولت برای ذینفعان تجارت مضر خواهد بود و نباید انجام شود. این موضوع از راه‌های کوچکی قابل مشاهده است مثل حالت چهره و از راه‌های بزرگ مثل انتخاب حقایق و عقیده‌های موجود.
برخی روزنامه‌نگاران مدافعه‌جویانه این موضوع که بی‌طرفی سنتی در فعالیت‌ها ممکن است را رد می‌کنند چه به شکل کلی و چه در حضور حامیان حقوقی در تبلیغات. احساساتی که عموم مردم از آن بهره می‌برند بهتر است از رسانه‌های مختلف با دیدگاه‌های روشن مختلف القا شود وگرنه این روزنامه‌نگاری مدافعه‌جویانه نقشی مشابه در علنی ساختن فسادها یا خطاکاران را ایفا خواهد کرد.